# クォン・グァンジン
クォン・グァンジン（朝鮮語:권광진、漢字名:権光珍、1992年8月12日 - ）は、韓国のベーシストである。CNBLUE、N.Flyingの元メンバー。血液型AB型 身長181cm 体重70kg。

## 人物
- 趣味: 読書、ランニング。
- 以前CNBLUEというグループに所属していた。
- CNBLUEのイ・ジョンシンから500万ウォンするベースをプレゼントされた。
- CNBLUEと同じ事務所のN.Flyingで活動していたが、ファンと交際していたことが確認され脱退した。

## バンド活動歴
- CNBLUE（2009年6月 - 9月）
- N.Flying（2013年 - 2019年3月）